# Lijst van parken en reservaten in Zuid-Afrika
Dit is een lijst van parken en reservaten in Zuid-Afrika. In Zuid-Afrika zijn 20 nationale parken, 9 grensoverschrijdende parken en vele reservaten, wildparken en andere beschermde gebieden.

## Nationale parken

Locatie van nationale parken in Zuid-Afrika

- Nationaal park Addo Elephant, Oost-Kaap
- Nationaal park Agulhas, West-Kaap
- Grensoverschrijdend Park Ai-Ais/Richtersveld, Noord-Kaap
  - Nationaal park Richtersveld (Zuid-Afrika)
  - Ai-Ais Hot Springs Game Park (Namibië)
- Nationaal park Augrabies, Noord-Kaap
- Nationaal park Bergkwagga
- Nationaal park Bontebok, West-Kaap
- Nationaal park Golden Gate Hoogland, Vrijstaat
- Nationaal park Kamdeboo, Oost-Kaap
- Nationaal park Karoo, West-Kaap
- Kgalagadi Transfrontier Park, Noord-Kaap
  - Nationaal park Kalahari Gemsbok (Zuid-Afrika)
  - Nationaal park Gemsbok (Botswana)
- Nationaal park Kruger, Limpopo & Mpumalanga
- Nationaal park Mapungubwe, Limpopo
- Nationaal park Marakele, Limpopo
- Nationaal park Meerkat, Noord-Kaap
- Nationaal park Mokala, Noord-Kaap
- Nationaal park Namakwa, Noord-Kaap
- Nationaal park Tafelberg, West-Kaap
- Nationaal park Tankwa Karoo, Noord-Kaap
- Nationaal park Tuinroete, Oost-Kaap & West-Kaap
  - Nationaal park Tsitsikamma
  - Nationaal park Wilderness
  - Nationale merengebied Knysna
- Nationaal park Weskus, West-Kaap

## Grensoverschrijdende parken
Een aantal van de beschermde gebieden in Zuid-Afrika zijn onderdeel van een grensoverschrijdend beschermd park, of "vredespark".
- Grensoverschrijdend Park Ai-Ais/Richtersveld, Namibië en Zuid-Afrika
- Great Limpopo Transfrontier Park
- Kgalagadi Transfrontier Park, Botswana en Zuid-Afrika
- Maloti-Drakensberg Park, Lesotho en Zuid-Afrika
- Greater Mapungubwe Transfrontier Conservation Area, Zimbabwe en Zuid-Afrika
- Nsubane Pongola Transfrontier Conservation Area, Swaziland en Zuid-Afrika
- Songimvelo-Malolotja Transfrontier Conservation Area, Swaziland en Zuid-Afrika
- Usuthu-Tembe-Futi Transfrontier Conservation Area, Mozambique, Swaziland en Zuid-Afrika
- Lubombo Transfrontier Conservation Area, Mozambique, Swaziland en Zuid-Afrika

## Overige reservaten en beschermde gebieden

### Gauteng
- Rietvlei Nature Reserve

### KwaZoeloe-Natal
- Tembe Elephant Park
- Wildreservaat Ithala

### Oost-Kaap
- Natuurreservaat Dubbeldrift
- Natuurreservaat Mpofu

### Vrijstaat
- Tussen-die-Riviere

### West-Kaap
- Boosmansbos
- De Hoop
- Grootvadersbosch
- Hottentots-Holland
- Knersvlakte
- Matjiesrivier
- Vogeleiland